# NGC 399
NGC 399 (ook wel GC 5152, PGC 4096, UGC 712, MCG +05-03-67 of ZWG 501.101) is een balkspiraalstelsel in het sterrenbeeld Vissen. NGC 399 staat op ongeveer 214 miljoen lichtjaar van de Aarde.
NGC 399 werd op 7 oktober 1874 ontdekt door de Ierse astronoom Lawrence Parsons.